# Paullinia rubiginosa
Paullinia rubiginosa är en kinesträdsväxtart. Paullinia rubiginosa ingår i släktet Paullinia och familjen kinesträdsväxter.

## Underarter
Arten delas in i följande underarter:
- P. r. rubiginosa
- P. r. setosa